# 정오차
정오차(1961년~)는 대한민국의 가수다. 1981년 MBC 대학가요제에서 대상을 수상하였으며, 노래 바윗돌을 불렸다.

## 생애
그는 광주 출신으로 광주제일고를 졸업한 후, 서울로 상경하여 한양대학교 경상대학에 입학한 후 대학가요제에 출연하였다.

## 수상
1981년 제5회 MBC 대학가요제에 출연하여 대상을 수상한 후, 한 달 동안 그의 노래는 방송에 많이 흘러나왔다.

## 방송 금지 처분
지상파의 생방송 TV쇼에 출연하였는데, 이때 아나운서가 노래의 제목인 '바윗돌'이란 노래 제목의 의미를 묻자, 이 노래는 5·18 광주 민주화 운동 당시 전라남도청 앞에서 제11공수특전여단으로 구성된 계엄군의 집단 발포에 의해 사망한 친구 김광석의 영혼을 달래기 위해 만든 곡이고 '바윗돌'은 친구의 묘비를 의미한다고 말했다.
당시 생방송으로 송출되었지만 그 곡은 다음 날부터 불온사상을 내포했다는 이유로 금지되었다. 이 곡은 대학가요제의 마지막 금지곡으로 기록되었다. 이는 당시 대한민국 제5공화국 시절 만연했던 권위주의적이었던 예술 및 방송에 대 검열을 잘 보여주고 있다.

## 활동
- 바윗돌(1981)

## 같이 보기
- 5·18 광주 민주화 운동